# Do 217
A Dornier Do 217 egy  második világháborús német bombázó repülőgép volt. Az elavult Do 17-es leváltására tervezték. Vadász és éjszakai vadász szerepkörben is alkalmazták. 1940-ben állították szolgálatba és a háború végéig használták a típust.
1938-ban repült először. A német városok ellen intézett szövetséges támadások miatt kifejlesztették a Do 217J éjszakai vadászgépet, viszont a gép erre a feladatra nem volt megfelelő, mert az alacsony sebességet (425 km/h) és a kis fordulékonyságot a legkomolyabb fegyverzet sem pótolhatta. A jól használható Lichtenstein radarral és a DB 801 csillagmotorral felszerelt Do 217J-2 valamivel jobb eredményeket tudott elérni. A gép a világ első irányított levegő-föld fegyverének indításával írta be magát a történelembe. A tovább javított Do 317 változat soha nem került sorozatgyártásra. Rendes bombázó lett volna belőle, ha Hermann Göring nem mondja azt, hogy ez a gép is zuhanóbombázó legyen. Az első éjszakai vadászezred (NJG 1) első légi győzelmet az egyik Do 217-esével érte el 1943. május 29-én Wupertal fölött.

## Műszaki adatok (Do 217M–1)
- Motor: 2 db 1306 kW-os (1774 LE) Daimler-Benz 603 motor
- Maximális sebesség: 560 km/h
- Kezdeti emelkedőképesség: 210 m/perc
- Hatótávolság: 2150 km
- Csúcsmagasság: 9500 m
- Fegyverzet: 4000 kg bomba (távirányítású Fritz X siklóbomba is), két 13 mm-es géppuska, max hat 7,92 mm-es géppuska a törzs felső és alsó részén, illetve az orrban
- Üres tömeg: 9084 kg
- Maximális felszálló tömeg: 16 735 kg
- Méretek:
  - fesztáv: 19,00 m
  - Hossz: 17,79 m
  - Magasság: 5,03 m
  - Szárnyfelület: 57,00 m²

A Do 217N-2 éjszakai vadászgép adatai:
- Max. sebesség: 425 km/h
- Hatótávolság: 1755 km
- Fegyverzet: 4 db 20 mm-es, 70 fokos szögben felfelé tüzelő gépágyú és 4db 7,92 mm-es géppuska